# تامناوا
تامناوا (به انگلیسی: Tamnava) رودخانه‌ای است که در صربستان جریان دارد.